# 경제인류학
경제인류학(Economic anthropology)은 가장 광범위한 역사적, 지리적, 문화적 범위에서 인간의 경제적 행동을 설명하려고 시도하는 분야이다. 경제학과 인류학의 융합으로, 인류학자에 의해 연구되며 매우 비판적인 경제학 분야와 복잡한 관계를 가지고 있다. 인류학의 하위 분야로서의 기원은 폴란드 인류학 창시자 브로니스와프 말리노프스키와 프랑스의 마르셀 모스가 시장 교환의 대안으로서 호혜성의 본질에 대한 연구에서 시작되었다.
제2차 세계 대전 이후 경제인류학은 경제사학자 칼 폴라니의 연구에 큰 영향을 받았다. 폴라니는 진정한 시장 교환이 제한된 수의 서구 산업 사회로 제한된다고 주장하기 위해 인류학 연구를 이용했다. 비산업사회에 형식경제이론(형식론)을 적용한 것은 잘못됐다고 주장했다. 비산업 사회에서 교환은 친족관계, 종교, 정치(그가 모스에게서 차용한 아이디어)와 같은 비시장 제도에 "내재"되어 있었다. 그는 이 접근법을 실체론이라고 명명했다. 형식론-실체론 논쟁은 매우 영향력이 있었고 한 시대를 정의했다.
세계화가 현실이 되고 시장경제와 비시장경제가 분리되면서 인류학자들은 시장 사회 내에서 다양한 유형의 교환 사이의 관계를 살펴보기 시작했다. 신실체론자들은 시장 사회에서 이른바 순수 시장 교환이 시장 이데올로기에 맞지 않는 방식을 조사한다. 경제인류학자들은 경제학자들에 의해 좌천된 원시주의적 틈새 시장을 포기했다. 그들은 이제 인류학적 관점에서 기업, 은행 및 글로벌 금융 시스템의 운영을 연구한다.

## 같이 보기
- 자선
- 문화경제학
- 보시
- 경제사회학
- 돈
- 재분배경제